# Tevin Falzon
Tevin Alexander Falzon (Newton, 19 novembre 1992) è un ex cestista e allenatore di pallacanestro statunitense con cittadinanza maltese.
È il fratello maggiore di Aaron Falzon, a sua volta cestista.